# Dreamgirls (Musical)
Dreamgirls ist ein Musical in zwei Akten von Henry Krieger (Musik) und Tom Eyen (Liedtexte und Libretto). Es wurde am 20. Dezember 1981 am New Yorker Broadway im Imperial Theatre uraufgeführt und hat nach mehrjähriger Spieldauer zahlreiche Revivals und Tournee-Produktionen in verschiedenen Ländern erlebt.
Das Stück handelt von dem jungen Gesangstrio „The Dreams“ aus Chicago, die zu Superstars werden. Inspiriert wurde die Geschichte von Soul-/R&B-Acts wie The Supremes, The Shirelles und ähnlichen.
Im Jahr 1982 war das Stück für 13 Tony Awards nominiert, wovon 6 gewonnen wurden. Bei den Drama Desk Awards 1982 konnte das Stück von 11 Nominierungen 5 Auszeichnungen gewinnen. Ein Jahr später (1983) wurde das Cast-Album mit zwei Grammy Awards ausgezeichnet. Im Jahr 2006 wurde das Musical unter dem gleichen Titel verfilmt (siehe Dreamgirls).

## Handlung
Akt 1 (1960er)
Im Jahr 1962 tritt ein junges, schwarzes Gesangstrio aus Chicago mit dem Namen „The Dreamettes“ beim Talent-Abend für Amateure im New Yorker Apollo Theater auf. Die Gruppe besteht aus Effie White und ihren besten Freundinnen Deena Jones und Lorrell Robinson. Sie verlieren zwar den Wettbewerb, aber hinter der Bühne treffen die drei und Effies Bruder C.C., der den Titel für den Wettbewerb geschrieben hat, auf Curtis Taylor Jr., der eigentlich Autoverkäufer ist, aber der Manager der jungen Gruppe wird.
Curtis überzeugt den populären Rhythm-&-Blues-Sänger James „Thunder“ Early und seinen Manager Marty Madison, die Dreamettes als Chor zu engagieren. Der erste gemeinsame Auftritt von James Early und den Dreamettes ist gleich ein Erfolg. Da James neues Material sucht und Curtis ihn und Marty überzeugt, nicht nur Rhythm & Blues und Soul zu singen, sondern auch den Markt für Popmusik zu adressieren, schreibt C.C. einen neuen Titel, mit dem James und die Dreamettes auftreten und den sie schließlich auch im Tonstudio aufnehmen und auf Schallplatte veröffentlichen. Der Titel landet zwar in den Charts, aber eine Cover-Version von den weißen Sängern „Dave and the Sweethearts“ stiehlt dem Original ein wenig die Show. Doch der nächste Titel wird ein riesiger Hit. Gleichzeitig entstehen erste Konflikte zwischen Marty und Curtis und die Lage wird noch komplizierter, als Effie und Curtis sich näher kommen und auch der verheiratete James eine Affäre mit Lorrell beginnt.
In der Folge versucht Curtis, James wieder als Einzelsänger zu etablieren und konzentriert sich ganz darauf, aus den Dreamettes eine eigenständige, erfolgreiche Nummer zu machen. Im Zuge dessen werden die Dreamettes in „The Dreams“ umbenannt und statt Effie ist nun Deena die Leadsängerin. Effie ist zwar gekränkt, macht aber dennoch weiter, während Marty nach einem Streit mit Curtis als James’ Manager aufhört, woraufhin Curtis übernimmt. Nachdem ihr Debüt-Auftritt mit ihrer ersten eigenen Single ein triumphaler Erfolg wird, reißt sich die Presse um die Dreams. Curtis verspricht Deena, aus ihr die berühmteste Frau zu machen, die jemals lebte, was Effie abermals sehr verletzt.
Über die nächsten Jahre werden die Dreams ein riesiger Erfolg und sie landen einen Hit nach dem nächsten. Während Deena als Star gefeiert wird, fühlt sich Effie immer mehr zurückgesetzt und wird immer launenhafter. Schließlich verdächtigt Effie sogar Curtis und Deena eine Affäre zu haben. Lorrell versucht zwischen ihren Kolleginnen zu schlichten, was jedoch wenig erfolgreich ist.
Im Jahr 1967 steht die Gruppe, die mittlerweile „Deena Jones and the Dreams“ heißt, kurz vor ihrem Debüt in Las Vegas. Als James seine ehemaligen Kollegen besucht, erfährt er, dass Effie zahlreiche Shows verpasst hat, weil sie krank war. Später wird zwar bekannt, dass sie von Curtis schwanger ist, aber Curtis und Deena sind überzeugt, dass sie die Gruppe sabotieren will. Deshalb ersetzt Curtis Effie durch die neue Sängerin Michelle Morris. Als Effie dies erfährt, stellt sie Curtis, C.C. und die Gruppe zur Rede, aber schließlich geht die Gruppe ihren Weg, während Effie unglücklich zurückbleibt.
Akt 2 (1970er)
Mittlerweile ist das Jahr 1972: „Deena Jones and the Dreams“ ist die erfolgreichste Gruppe des Landes geworden, Deena hat Curtis geheiratet und C.C. ist mit der neuen Sängerin Michelle liiert. James hatte dagegen schon seit Jahren keinen Hit mehr. Curtis verliert sein Interesse an ihm, da er vollauf mit seinem erfolgreicheren Act beschäftigt ist und James immer öfter versucht, Funk-Songs zu singen, die nicht in Curtis’ Konzept passen. Effie lebt mittlerweile als alleinerziehende Mutter wieder in ihrer Heimatstadt Chicago und hat jetzt Marty als ihren Manager, der versucht, ihr Selbstvertrauen wieder aufzubauen und sie zu bewegen, ihr letztlich aus Enttäuschung entstandenes, divenhaftes Verhalten abzulegen. Schließlich kämpft sich Effie zurück auf die Bühne und ihr gelingt ein Comeback. Währenddessen will Deena die Dreams verlassen und Schauspielerin werden. Als sie Curtis von ihrem Wunsch erzählt, will dieser sie nicht gehen lassen. Auch C.C. gerät mit Curtis aneinander, da dieser ständig seine Songs umarrangiert.
Als Deena and the Dreams und James anlässlich einer Veranstaltung gemeinsam auftreten sollen, diskutieren James und Lorrell hinter der Bühne über ihre Beziehung und ob James endlich seiner Frau die Wahrheit sagen wird. Als James auf die Bühne geht, ist Lorrell in Tränen aufgelöst. Mittlerweile versucht Michelle C.C. davon zu überzeugen, seine Schwester zu finden und sich wieder mit ihr zu versöhnen. Plötzlich kommt es zum Eklat: James bricht seinen Auftritt ab und sagt, er könne keine traurigen Lieder mehr singen. Er beginnt eine improvisierte Funk-Nummer zu singen und zieht sich plötzlich mitten auf der Bühne die Hose runter. Daraufhin wird er sofort von Curtis gefeuert und auch Lorrell beendet ihre Beziehung zu ihm.
Marty fädelt ein Treffen zwischen C.C. und seiner Schwester Effie ein, bei dem die beiden sich aussprechen und C.C. sich bei ihr entschuldigt. Daraufhin nimmt Effie eine Ballade von C.C., die von Curtis für die Dreams zu einer Disco-Nummer umgeschrieben wurde, in der ursprünglichen Version auf. Als dieser Titel immer weiter die Charts raufklettert, versucht der wütende Curtis durch Bestechung von Radio-Stationen die Version der Dreams zu pushen und Effies Version zu schaden. Als Effie, C.C. und Marty dies durchschauen, stellen sie Curtis zur Rede und drohen ihm mit juristischen Schritten, woraufhin Curtis einlenkt. Schließlich sprechen sich auch Effie und Deena aus und beenden ihre Differenzen. Als Deena erfährt, dass Effies Kind von Curtis ist, erkennt sie, was für ein Mann Curtis wirklich ist und trennt sich von ihm um ihr eigenes Leben zu führen. Effies Ballade wird ein riesiger Erfolg und landet schließlich auf Platz 1 der Charts. Die Dreams beschließen, sich zu trennen, damit Deena ihre Filmkarriere starten kann. Für das Abschiedskonzert der Dreams tritt Effie gemeinsam mit ihnen auf und so beenden sie zu viert die lange, erfolgreiche Karriere der Dreams mit einem letzten umjubelten Auftritt.

## Musik
Akt 1
- I’m Lookin’ for Something – The Stepp Sisters, Marty und Ensemble
- Goin’ Downtown – Little Albert & the Tru-Tones
- Takin’ the Long Way Home – Tiny Joe Dixon
- Move (You’re Steppin’ on My Heart) – Effie, Deena und Lorrell
- Fake Your Way to the Top – Jimmy, Effie, Deena und Lorrell
- Cadillac Car – Curtis, Jimmy, C.C. und Marty, Effie, Deena und Lorrell
- Cadillac Car (On the Road) – Ensemble
- Cadillac Car (In the Recording Studio) – Jimmy, Effie, Deena und Lorrell
- Cadillac Car (Reprise) – Dave and the Sweethearts
- Steppin’ to the Bad Side – Curtis, Jimmy, C.C., Wayne, Lorrell, Effie, Deena und Ensemble
- Party, Party – Effie, Curtis, Jimmy, Lorrell und Ensemble
- I Want You Baby – Jimmy, Effie, Deena und Lorrell
- Family – Effie, C.C., Jimmy, Lorrell, Curtis und Deena
- Dreamgirls – Deena, Lorrell und Effie
- Press Conference – Deena, Curtis und Company
- Only the Beginning – Curtis and Effie
- Heavy/Stop Bringing Us Down – Deena, Lorrell, Effie und Curtis
- Drivin’ Down the Strip – Jimmy
- It’s All Over – Effie, Curtis, C.C., Deena, Lorrell, Jimmy und Michelle
- And I Am Telling You I’m Not Going – Effie
- Love Love Me Baby – Deena, Lorrell und Michelle

Akt 2
- Act II Opening 1 – Deena, Lorrell, Michelle, Curtis, C.C. und Jimmy
- I Am Changing – Effie
- One More Picture Please – Company, Lorrell, Michelle, C.C. und Curtis
- When I First Saw You – Curtis und Deena
- Got to Be Good Times – The Five Tuxedos
- Ain’t No Party – Lorrell und Jimmy
- I Meant You No Harm – Jimmy
- Quintette – Lorrell, Deena, C.C., Michelle und Jimmy
- The Rap – Jimmy
- Firing of Jimmy – Jimmy, Curtis, Lorrell und Ensemble
- I Miss You Old Friend – Les Styles, Marty, C.C. und Effie
- One Night Only – Effie und Ensemble
- One Night Only (Disco) – Deena, Lorrell, Michelle, Curtis und Ensemble
- I'm Somebody – Deena, Lorrell und Michelle
- Chicago/Faith in Myself – Effie, C.C., Curtis, Deena und Marty
- Listen 2 – Deena and Effie
- Hard to Say Goodbye, My Love – Deena, Lorrell und Michelle
- Dreamgirls (Reprise) – Effie, Deena, Lorrell und Michelle

Anmerkungen:
- 1 Das ursprüngliche Opening zum zweiten Akt war ein Medley aus „Dreamgirls“, „Move (You’re Steppin’ on My Heart)“, „Love Love Me Baby“, „Family“, „Heavy“ und „Cadillac Car“, das von Deena and the Dreams gesungen wurde, woraufhin ein Großteil des Ensembles dazukam um eine Reprise von „Press Conference“ zu singen. Mit Beginn der US-Tour 1983 wurde das Opening zum zweiten Akt geändert und bestand fortan aus einer Reprise von „Dreamgirls“ und dem neuen Titel „Step on Over“. Mit der neuen US-Tour im Jahr 2009 fand abermals eine Änderung statt und fortan besteht das Opening zum zweiten Akt aus dem neuen Titel „What Love Can Do“ und „Step on Over“.
- 2 „Listen“ stammt ursprünglich aus der Verfilmung des Musicals aus dem Jahr 2006, ist jedoch seit der US-Tour von 2009 auch fester Bestandteil der Bühnenversion.

## Aufführungen (Auswahl)
- 20. Dezember 1981 – 11. August 1985: Imperial Theatre, New York City (1.521 Vorstellungen)
- 1983–1987: US-Tour
- 28. Juni 1987 – 29. November 1987: Ambassador Theatre, New York City
- 30. September 1997 – 3. Mai 1998: US-Tour
- 2005–2006: Prince Music Theater, Philadelphia
- 14. Dezember 2009 (Previews ab 7. November 2009) – 26. Dezember 2010: US-Tour
- seit 14. Dezember 2016 (Previews ab 19. November 2016): Savoy Theatre, London

und zahlreiche weitere Produktionen in den USA und anderen Staaten.

## Besetzungen
Eine Übersicht der Besetzungen der Hauptrollen bei den wichtigsten Produktionen:
| Rolle                      | 1981 Broadway      | 1983 US-Tour             | 2009 US-Tour          | 2016 London Premiere                                |
| -------------------------- | ------------------ | ------------------------ | --------------------- | --------------------------------------------------- |
| Effie Melody White         | Jennifer Holliday  | Jennifer Holliday        | Moya Angela           | Amber Riley                                         |
| Deena Jones                | Sheryl Lee Ralph   | Linda Leilani Brown      | Syesha Mercado        | Liisi LaFontaine                                    |
| Lorrell Robinson           | Loretta Devine     | Arnetia Walker           | Adrienne Warren       | Ibinabo Jack                                        |
| Curtis Taylor, Jr.         | Ben Harney         | Larry Riley              | Chaz Lamar Shepherd   | Joe Aaron Reid                                      |
| James „Thunder“ Early      | Cleavant Derricks  | Clinton Derricks-Carroll | Chester Gregory       | Adam J. Bernard                                     |
| C.C. White                 | Obba Babatundé     | Lawrence Clayton         | Trevon Davis          | Tyrone Huntley                                      |
| Michelle Morris            | Deborah Burrell    | Deborah Burrell          | Margaret Hoffman      | Lily Frazer                                         |
| Marty Madison              | Vondie Curtis-Hall | Weyman Thompson          | Milton Craig Nealy    | Nicholas Bailey                                     |
| Wayne                      | Tony Franklin      | Maurice Felder           | Terrance Lemar Thomas |                                                     |
| Effie Understudy/Alternate | Sheila Ellis       | Roz Ryan                 | Patrice Covington     | Marisha Wallace Karen Mav                           |
| Deena Understudy           | Phylicia Rashad    | Deborah Burrell          |                       | Lily Fraser Kimmy Edwards                           |
| Lorrell Understudy         | Cheryl Alexander   | Susan Beaubian           |                       | Candace Furbert Jocasta Algmill Carly Mercedes Dyer |

## Tonträger
- 1982: Dreamgirls – Original Broadway Cast Album (Label: Verve)
- 2017: Dreamgirls – Original London Cast Recording (Label: Masterworks Broadway)